# Acanthalburnus
Acanthalburnus es un género de peces cipriniformes de la familia Cyprinidae.

## Especies
Se reconocen las siguientes especies:
- Acanthalburnus microlepis
- Acanthalburnus urmianus